# Балтійський бурштин

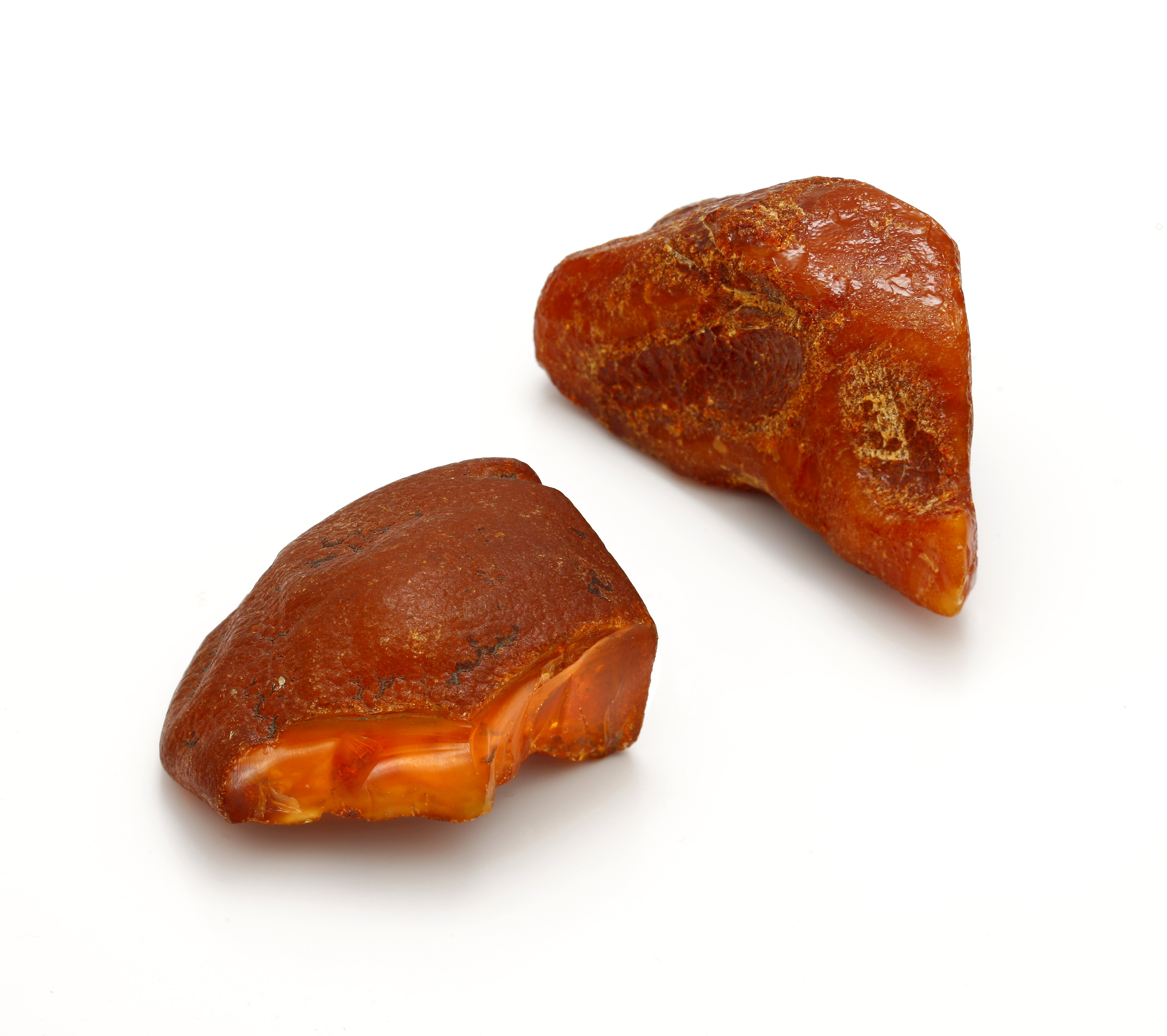
Необроблений балтійський бурштин

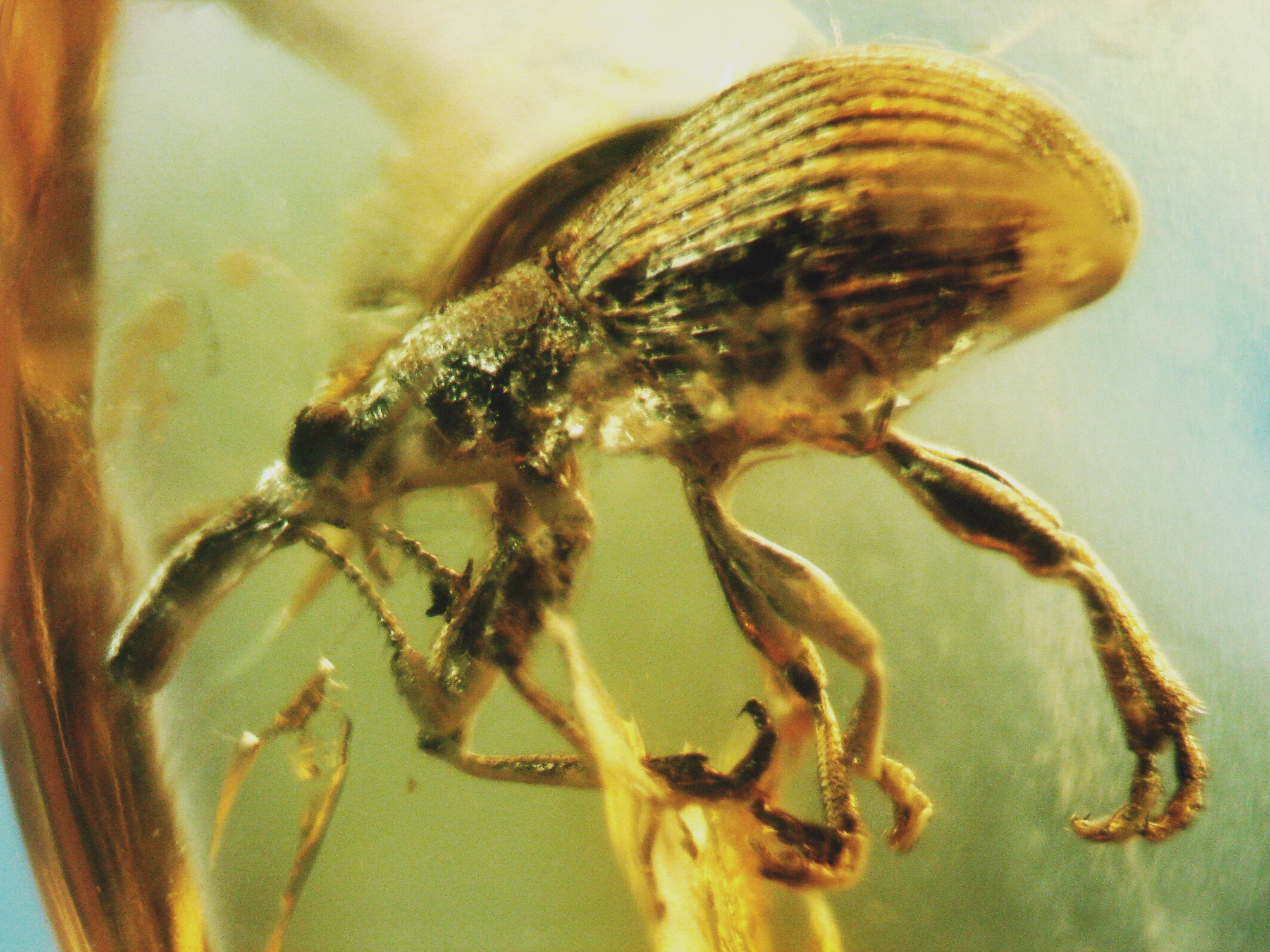
Викопний жук в балтійському бурштині

Балтійський бурштин, також відомий як сукциніт (англ. succinite) — різновид бурштину з узбережжя Балтійського моря, поширений переважно в Калінінградській області, також в Польщі та Литві, в значно меншій мірі в інших балтійських регіонах. Датується пізнім еоценом (близько 40 мільйонів років). Містить багато викопних членистоногих з еоцену, особливо комах, також рослин, молюсків, нематод, оніхофор тощо, відповідно має велике значення для палеонтології. Є одним з найбільш масово добуваних і найбільш доступних бурштинів. Переважно знаходиться вимитим на березі моря або у мілководді.
Спорідненими різновидами еоценового бурштину, що раніше також називалися балтійським бурштином, є рівненський бурштин (Україна), біттерфельдський бурштин (Німеччина) та данський бурштин (Данія).
Питання зі смоли якого саме виду або видів дерев утворився балтійський бурштин дискутується в науковій літературі, раніше вважалося що це був вид сосни, але останні дані свідчать про те, що це було, принаймні частково, хвойне дерево родини Sciadopityaceae, найближчим сучасним родичем якого є Sciadopitys verticillata з Японії.
Назва — від лат. succinum — бурштин або від succus — сік (J.F.A.Breithaupt, 1820). Синонім — бурштин-сукциніт.
Ще одне значення — різновид бурштинового ґросуляру з долини Ала (обл. П'ємонт, Італія). (B.Bonvoisin, 1847).